# Kopalnia ČSM
Kopalnia ČSM (cz. Důl ČSM, od 1 stycznia 2015 cz. Důlní závod 2) – kopalnia węgla kamiennego w Stonawie, wsi w kraju morawsko-śląskim, w powiecie Karwina w Czechach, w Zagłębiu Ostrawsko-Karwińskim, należąca do przedsiębiorstwa OKD w Karwinie.

## Historia
W latach 50. XX wieku wykonano w okolicach gminy Stonawa odwierty badawcze, które potwierdziły istnienie warstw węglonośnych pochodzących z okresu karbonu. Na tej podstawie zapadła decyzja o budowie kopalni z dwoma zakładami („ČSM-Północ” i „ČSM-Południe”). Budowę kopalni rozpoczęto 16 czerwca 1959. Obszar górniczy zakładu o powierzchni 22 km² obejmuje gminy: Stonawa, Karwina, Olbrachcice i Kocobędz. Najgłębszym szybem jest ČSM-jih, osiągnął 1103 m głębokości; produkcja węgla w 2013 roku wyniosła 2,475 mln t, a pozostałe zasoby złoża w 2014 roku oszacowano na 29 mln t.

### Katastrofa 20 grudnia 2018 roku
20 grudnia 2018 roku o godzinie 17:16 w kopalni ČSM Północ doszło do katastrofy na skutek wybuchu metanu. Śmierć w wyniku katastrofy poniosło 13 górników.